# Ángel Vázquez Hernández

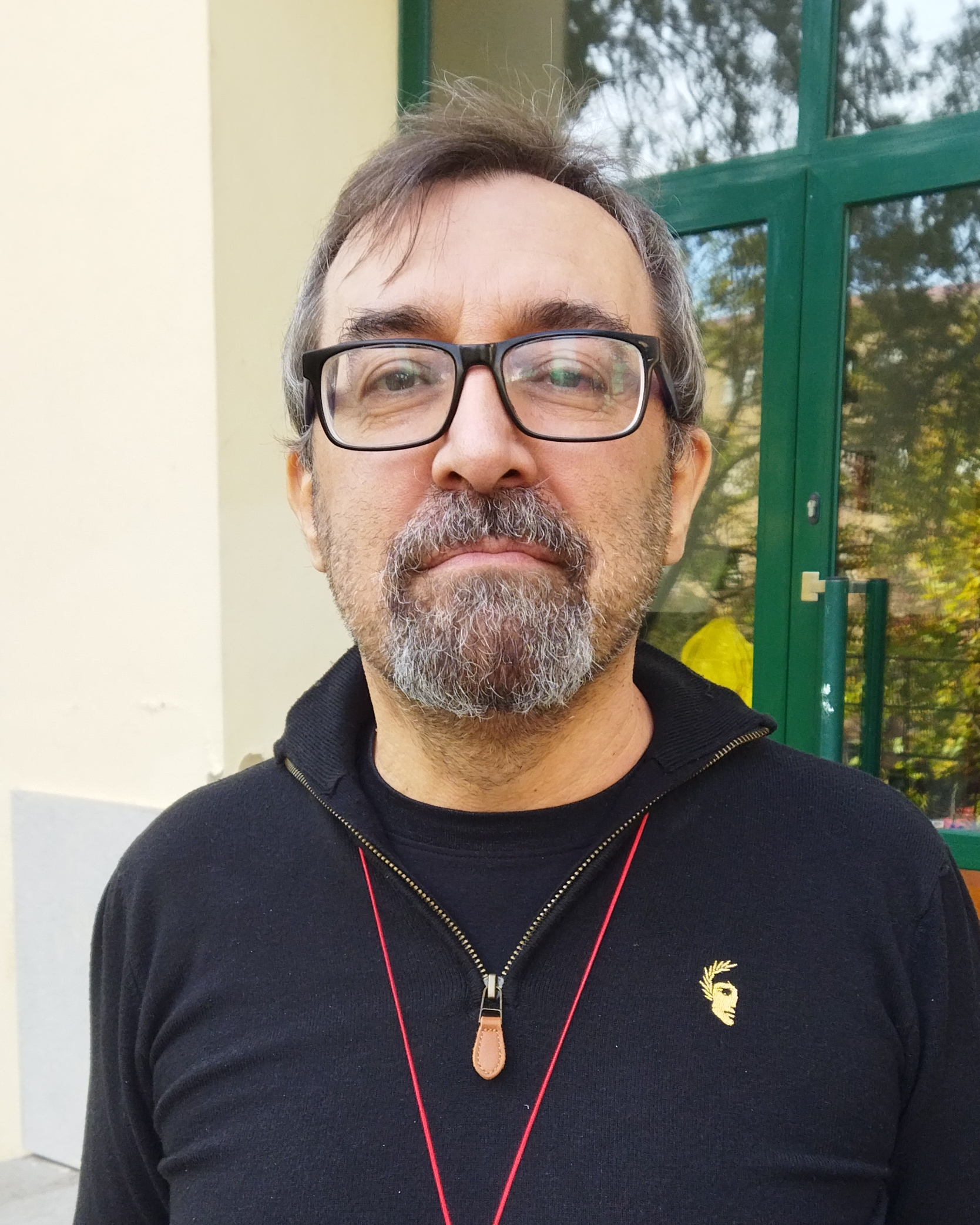
Ángel Vázquez Hernández, 2024

Ángel Vázquez Hernández (* 14. März 1968 in Zafra) ist ein spanischer Politiker, Gründungsmitglied und seit September 2010 nach Carlos Ayala Vargas der zweite Vorsitzende des spanischen Partido Pirata (PIRATA), der dortigen Piratenpartei.
Vázquez ist als Lehrer im Sekundarstufenbereich tätig und unterrichtet insbesondere die Fächer Physik und Chemie.